# Hypancistrus
Hypancistrus (từ tiếng Hy Lạp: hypo có nghĩa là dưới và agkistron ) là một chi cá trong họ cá da trơn bản địa của vùng Amazon ở Nam Mỹ. 

## Các loài
Hiện hành có 06 loài được ghi nhận trong chi này:
- Hypancistrus contradens Armbruster, Lujan & Taphorn, 2007
- Hypancistrus debilittera Armbruster, Lujan & Taphorn, 2007
- Hypancistrus furunculus Armbruster, Lujan & Taphorn, 2007
- Hypancistrus inspector Armbruster, 2002
- Hypancistrus lunaorum Armbruster, Lujan & Taphorn, 2007
- Hypancistrus zebra Isbrücker & Nijssen, 1991 (zebra pleco)